# 야끼우동
야끼우동(焼き+饂飩)은 매운 볶음국수로, 한국식 중국 요리의 하나이다.
한국식 중국 요리 우동이 일본 요리 우돈과 이름은 같지만 관계 없는 음식인 것처럼, 야끼우동도 일본 요리 야키우돈과 이름은 같지만 관계 없는 음식이다. 국수도 일본식 우동면이 아니라 짜장면이나 짬뽕, 우동 등 한국식 중국 요리에 쓰이는 중화면을 쓴다.

## 역사
대구에 정착한 화교 장유청(1934~1997) 씨가 대구 중구 동문동 "중화원"(현 "중화반점")에서 1974년에 중국의 하우면을 한국식으로 재해석해, 매운 짬뽕도, 흰 우동도 아닌 볶음국수 요리를 "야끼우동"이라는 이름으로 선보인 것이 그 시작이다.

## 만들기
대구식 야끼우동에는 우동면에 고운 고춧가루와 마늘 등 매운 양념을 기본으로 양파, 배추, 숙주나물, 호박, 목이버섯과 새우, 오징어, 돼지고기를 넣어 센 불에 볶아내며, 여름에는 부추, 겨울에는 시금치가 들어가기도 한다.